# スペイン第一共和政

スペイン共和国
República Española (スペイン語)

国の標語: Plus Ultra（ラテン語）
更なる前進国歌: Himno de Riego（スペイン語）
リエゴ賛歌

スペインとその植民地（1873年）

スペイン第一共和政（スペインだいいちきょうわせい、西: Primera República Española）は、1873年に国王アマデオ1世が退位した後、翌1874年に王政復古するまで続いたスペイン史上初の短命な共和政体である。公式国名はスペイン共和国（República Española）であった。この言葉は、後のスペイン第二共和政と対比する表現である。

## 概要
共和国の設立は、1873年2月10日のアマデオ1世国王の退位後に続いた。その翌日、議会では、議会の過半数によって共和国が宣言された。この期間は、連邦共和派と統一共和派の間の政治的抗争によって左右されることとなった。そのため、いったん連邦共和制が宣言されたものの、当初の11か月で4人の大統領が短期間で入れ替わるという事態で、紛糾した政治状況であった。この間、国内では1872年から続く第三次カルリスタ戦争、遠隔領土では、1868年から続く第一次キューバ独立戦争（十年戦争）という戦争状態が継続する中であり、また、1873年にはカントンの反乱（スペイン語版）（Rebelión cantonal） という国内問題も発生した。政治的不安定さに加え、財政困難や経済不況の中、暴力の発生で、混乱の時期であった。1874年1月のパヴィア将軍のクーデターで連邦共和制が終り、セラーノ将軍の独裁による統一共和制が誕生した。しかし、1874年12月、アルセニオ・マルティネス＝カンポス将軍は、バレンシア州のサグントで宣言を行い、イサベル2世の息子をアルフォンソ12世として王位に就かせることで、ブルボン家の王政国家に戻った。

## 共和制への前段階

### 思想的背景
19世紀のスペインでは、国家体制の構築に関して自由主義、伝統主義、連邦共和主義という3つの思想が対峙していた。1830年から1840年の10年の間にかけて優勢だったのは立憲君主制で、宗教的（カソリック）国家、中央集権モデルに基づく自由主義思想が柱であった。
19世紀半ばには、前述の自由主義とは、全く異なる連邦共和制のモデルが支持を増やした。これは、君主の存在しない民主共和制（男子普通選挙制を基本とする）、また、カトリック教会との関係において中立な国家、連邦制（様々なモデルがある）という主張である。連邦共和制は、庶民・中産階級の一部の要望に答えたものであり、政治形態ばかりでなく、社会的構造の改革も提示した。彼らは米国建国精神を手本にして、個人の尊厳に基づいた連邦主義を主張していた。しかしながら、概念や理論はあったものの、その具体化に関しては成熟していなかった。

### 1868年革命と臨時政府
1860年代には、イサベル2世女王に対する不満が広がっていた。1864年には、マドリ－ド中央大学の学生への制圧や、1866年には、オドネル将軍の自由連合政権が支配していた王政を打倒するために、マドリードで反乱が起こった。この反乱には進歩党と民主党の後押しがあったとされるが失敗し、66人の砲兵が銃殺された。また、それ以前からの産業危機が、1866年には金融危機となり、鉄道会社やバルセロナの2つの銀行危機に発展し、大衆に危機感を与えた。さらに、1867年と1868年には農産物の不作に見舞われ、暴動が起きる都市もあり、王政への不満が爆発する背景となった 。
1868年9月末には、複数の将軍らが率いる軍による蜂起が起こり、イサベル2世女王は国外逃避を余技なくされた。これは「1868年革命」と呼ばれている。10月はじめには、セラーノ将軍を中心として臨時政府 (1868年-1871年)が作られた。それは自由主義連合、進歩党、民主党の3党によるものであった。1869年6月には、身分制議会（コルテス）にて新憲法が承認された。臨時政府は欧州内で相応しい王たる人物を探したが、困難であった。最終的には1870年に、イタリアのサヴォイヤ家のアマデオを国王とすることを国会は承認し、1871年1月にマドリードでアマデオ１世として戴冠となった。この期間は、アマデオ王の在位期間と共和国制の時代を含めて「民主主義の6年」（1868-1874年）と呼ばれる。

### 民主連邦共和党の立党
このような時代的変化の中、様々な政党が形成され、1869年、民主連邦共和党（Partido Republicano Democrático Federal）が立党された。これは、1849年に設立されていた民主党をもとにしたものであった。1869年秋、臨時政府のもとで君主制を政府形態とする憲法が承認されたとき、連邦共和派の代議員の多くは、この法案が制定されるやいなや議会を去っていた。
翌年、第1回連邦党会議が開催された。この中で、フランシスコ・ピ・イ・マルガイは「下から上へ」（地方から中央へ）と協定を累積することで、連邦共和制を構築するという意見であった。一方、ニコラス・サルメロンとエメミリオ・カステラルは「上から下へ」（中央政府から地方へ）という手順であって、方向性において違いがあった。同会議では、すでに起こっていた反乱主義的な道とは対照的に、合法主義的な道を採用することも合意された。

### 穏健派と過激派の分裂
1872年に開催された同党の第3回連邦党会議では、この合法主義派（穏健派）と非合法的なこと（暴動など）もいとわない急進派（過激派）の違いが顕著になった。フランシスコ・ピ・イ・マルガイは合法主義派であって、「急進的な道は個人の自由を妨げる」と考えていた。急進派は、彼が革命的な手段を採らないことを理由に、6月に決別した。それから数か月後には、アンダルシア、エクストレマドゥーラ、カタルーニャ、バレンシア、アラゴン州で、 急進派に率いられた連邦共和派の反乱が起こった。

## 共和国の宣言

### 共和国宣言への経緯
臨時政府から依頼を受けてイタリアから王位に就いていたアマデオ1世は、1873年2月10日、国内の絶え間ない困難により、スペイン王位を2年余りで退位した。彼の時代は、第三次カルリスタ戦争、第一次キューバ独立戦争、また、イサベル2世前女王の息子アルフォンソを支持して、ブルボン王政を望んでいた君主主義者、共和主義者の反乱などもあった。
2月10日、当時の最大の日刊紙が国王退位の報道を行うと、マドリードの共和国主義者はただちに街頭で共和国宣布を呼びかけた。急進党政権のルイス・ゾリージャ首相は会議を行ったが、首相と進歩派の閣僚との間で意見が分かれた。後者は「臨時政府を設け、後に国民の政府の新形態を問う」という意図があった。セラーノ将軍の立憲党も、ただちに共和国宣言が起こらないであろうという考えで、この立場を支援した。クリスチーノ・マルトスに率いられていた民主党の閣僚たちは、ニコラス・マリア・リベロ代議院議長の支持を受け、連邦共和国と民主党出身の急進派の合計が両院で多数を占めていることから、共和国宣言につながる政府形態を決定する連邦議会と上院の合同会議を選択した。ルイス・ゾリーリャ首相は代議員会に赴き、議会で絶対多数を占める自党の代議員たちに、少なくとも24時間、秩序を回復するのに十分な時間の間、会期停止を承認するよう要請した。また、国王アマデオ1世の公式な退位表明書が議会に届くまで、いかなる決定も行わないよう要請した。
ゾリーリャ首相は時間稼ぎをするつもりであったが、自らの閣僚であるクリスチーノ・マルトス国務大臣に却下された。国王の正式な退位表明書が届き次第、権力は国会に属することになり、彼は「ここでは王朝も君主制もありえない。こうして、連邦共和国以外のものは不可能である」と議会で訴えた。連邦共和主義者のエスタニスラオ・フィゲラスによる上下院議会の常設開催を宣言する動議が、ゾリーリャが急進派支持させないよう試みたにもかかわらず可決された。その間、共和国宣布を要求する群衆が代議員会議事堂を取り囲んだが、国民民兵がなんとか群衆を解散させた。
議会は午後9時に閉会し、本会議場に残る代議員委員会が任命された。そのころ、ドゥエロ侯爵邸では、セラーノ将軍に呼び出された数人の将軍と立憲派の政治家たちが、クーデターを起こすかどうかを決めるために集まっていた。ほとんどの者は、自分たちには十分な支持がないと感じていた。セラーノ将軍は「ニコラス・マリア・リベロ代議院議長との「交渉」がもし必要と考えられるならば継続する」と述べた 。
翌日、共和党の地区長たちは、午後3時までに共和国を宣言しなければ暴動を起こすと代議員会を脅した。また、バルセロナの共和派は、マドリードの代議員に同じ内容の電報を送った。 午後3時、下院議会が再開された。ドアは閉めきられたが、外は共和国支持を叫ぶ群衆に囲まれていたことで、数人の連邦共和国議員が窓から身を乗り出して平静を訴えたほどであった。議会内では、マルトス率いる民主派の閣僚たちが、リベロとラウレアノ・フィゲロラの両議長とともに両議会を開くことを決定し、その前にアマデオ1世の王位退位書が読み上げられた。ゾリーリャ首相はその時は不在であり、マルトス大臣は政府がその権限を議会に返還すると発表し、議会は国民公会となり、国家のすべての権限を引き継いだ。その後、共和派と急進派の代議員数名が、両院に共和制を政府形態として承認し、議会に責任を負う行政府を選出する動議を提出した。
連邦民主共和党議員、フランシスコ・ピ・イ・マルガイは「私たち全員が自分の思想のいくらかを犠牲にするべきで、 共和国の定義は、将来の過渡期の議会によって決定されるだろうし、本日に共和国宣言を求めておらず、来るべき日に別の者達がどのような組織になるかを決めるだろう」と演説した。また、ゾリージャ首相は「立憲君主主義者として議会に参加しておきながら、一夜にして国家を君主主義国家から共和主義国家に変えてしまうような決定を下す権限があると信じている議員たちに対して、私は抗議するし、たとえ私一人が取り残されたとしても抗議するつもりだ」と共和国宣言へは反対の意見を唱えた。その後、共和党のエミリオ・カステラルが演壇に立ち、熱烈な拍手に包まれながら「歴史上の当然の成り行きだ」とするスピーチを行った。その後、午後9時に、両院の賛成258票、反対32票で、共和国の樹立が宣言された。
しかし、議会には君主主義者が多数選出されていたことで、この可決が国民を驚かせた。しかしながら、現実的には君主主義者にとってイサベル2世女王を復帰させることや、若かったアルフォンソ王子を戴冠させることは不可能であり、共和国制度は一時的な実行可能な選択となった。
一方、共和主義者や急進派が占める市などではデモが行われた。このような状況は暴力的に展開し、バレンシア、マラガ、セビリヤなどで死傷事件に発展した。

## フィゲラスによる政府（1873年2月12日から6月11日）

### 政権の成立

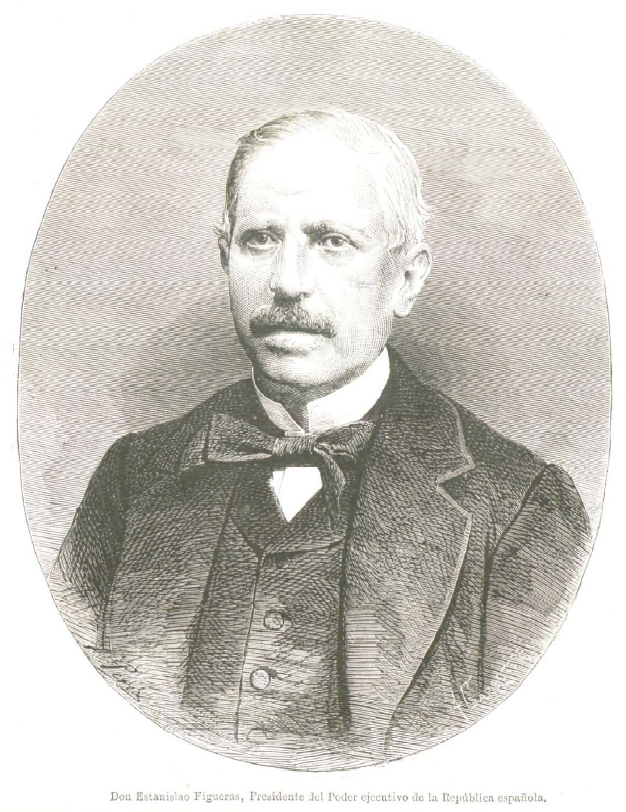
エスタニスラオ・フィゲラスの肖像

2月12日の午前3時から議会は再開し、エスタニスラオ・フィゲラス（Estanislao Figueras、カタルーニャ州バルセロナ出身、弁護士）を暫定大統領として選出した。共和国の最初の政府は、連邦共和主義派と急進派の協定によって成立した。この内閣は、連邦共和主義者3人と急進派5人によって構成され、そのうち4大臣は、アマデオ王に使えていた者たちである。閣僚の連邦共和主義者3人とは、後に大統領職に就くフランシスコ・ピ・イ・マルガイ（統治大臣）、ニコラス・サルメロン（司法大臣）、エミリオ・カステラル（国務大臣）であった。連邦共和主義は、地方州により権限を与える連邦制主義であり、急進派はより中央に権限を集める統一主義である。別にクリスティノ・マルトスが国民公会（新議会）の議長に多数票で選出されたが、この彼らの望んだフランス革命後の国家システムでは議長に国家の最大権力があった。

### 問題
共和制の宣言がなされたものの、当時の政府は相当な財政赤字を抱えていた。5億4600万ペセタの財政赤字と、すぐに支払わなければならない1億5300万ペセタの負債があったが、それを補うための3200万ペセタしかなかった。砲兵隊は第三次カルリスト戦争とキューバ独立運動家との戦争のさなかにに解散させられ、兵士も軍備も資金も不足していた。社会でも、1873年の世界的不況（大不況）と時を同じくしたことや政治の不安定が影響し、深刻な経済危機にあった。これは失業率の上昇をもたらし、プロレタリア運動によるスト、デモなどの問題が発生していた。
民主連邦共和党はカタルーニャ州、アンダルシア州で最も支持されていたが、一方、それらの州で最も暴力沙汰が発生していた。地方の共和主義者らは共和国公布を新たな革命と理解し、各地で「革命委員会」を結成し、武力によって権力を掌握した。特にアンダルシア州では、共和制は「土地の再配分である」という認識で捉えられており、いくつかの地域で富裕層の屋敷への襲撃、公館の焼き討ち、土地文書の廃棄、個人への復讐などが起こった。このような暴力的行動は連邦共和主義者によるものであって、フィゲラス政権は旧来の王党派との連立であって「マドリードの共和主義者」は生温い、として認めない勢力もあった。
新政府の当面の政策は秩序をもたらす対策で、フランシスコ・ピ・イ・マルガイ統治省大臣は様々な政策を施した。とはいえ、当人は「下から上へ」というプロセスの主要な擁護者でもあった。大臣は「自らの支持者の意向に反しても合法性を尊重するという決意を明確に示した」ことで、革命委員会を解散させ、強制的に停止させられた町議会を復活させることに成功した。対立を解決するため、大臣は最初の閣僚会議で市議選と州・地方議選の実施を提案したが、急進派の閣僚たちは暴力が蔓延している当時、選挙運動は不可能であり、また「内乱分子」の「熱狂的な活動」を助長することになるとして反対した。
2月14日には「秩序、自由、正義、これが共和国のモットーだ」から始まる勅令を出し、地方レベルの民政官を王党派から共和派へと交代させた。前者の多くは急進派であった。しかし、この問題は民政官の「影響力」が選挙結果を決定的に左右したため、後に政府内の対立の主因となった。また、大臣は、アマデオ1世時代に創設された「自由志願兵」（王党派）を再編成して「共和国志願兵」（Voluntarios de la República）と名を改め、統治省に属することとした。その一方、引き続く戦争と政府資金難の対策として、2月18日には皆兵制度が廃止され、現金支給のもと志願兵制度とする法が可決された。しかし、6月の時点で4万8千人の募集枠に1万人しか集まらず、この政策は功を奏さなかった。

### 第二次フィゲラス政権

#### 急進派のクーデター失敗
この政府を構成していた連邦共和派と急進派の協力関係は、その大臣らの意見の違いによりわずかな期日で破綻した。2月22日夜には、急進派の将軍、フェルナンデス戦争省大臣が辞任した。これを契機に、共和制宣言のわずか13日後である2月23日、新国会議長で、急進派のリーダーであったクリスティーノ・マルトスが連邦共和主義派を排除して、急進派による中央政府を中心とする単一共和国（単一国家）を樹立しようとの行動にでた。彼は北方軍のマリオネス将軍をマドリードを含む地方の将軍に任命し、首都の知事の合意を得ていて、連邦派の反対行動を抑えようとした。そして、警備隊に統治省と税務省を占拠させ、マリオネス将軍によって国民民兵が下院議会を占拠するというクーデターを計画・実行した。
しかし、ピー・イ・マルガイ統治大臣は素早く反応し、共和国義勇兵を国会に差し向けた。2月24日の午前中にはマルガイは議会に来たが、そこは警備隊と兵士に占拠されていた。マルガイはマルトスと対峙し、「反逆非道な行為」と批判したことで、わずか数分の間にマルトスの態度は軟化し、クーデターは未遂に終わった。これはマルトスの計画の甘さや性急さ、意気込みの欠如によるものとみられる。追い詰められたマルトスはその日の午後、共和主義者だけによる政府樹立を提案する用意がある、と議会で宣言するまで崩れ落ち、マドリードの総司令官職を、急進派ではないパヴィア将軍に譲ることにさえ同意した。また、別の見方では、急進派としては政府の構成は連邦主義者に譲るとして国会での多数勢力は維持しつつ、国会に常設委員会を設けることで、議会を制御するとともに、政府の「監督」するという方向で調整したともいえる。
これを契機に、2つの勢力による協力関係は反故となり、内閣改造が促され、急進派大臣3大臣は退き連邦主義者に置き換えられた。マルトスの試みは、彼の意図とは完全に逆の結果となった。しかし、国民議会は急進派が多数を占めていたことで、政府としてはこの解散を促す必要が出てきた。3月4日に政府は、国民議会を解散し4月10日から4月13日あたりに選挙を行う意向を公表した 。同日、急進派の代議士と上院議員230人がクリスティノ・マルトスの主宰のもとで集会をし、国民議会の解散に反対した。しかし、解散までにいくつかの法令を採決をすることになっていた。3月末に議会内の選挙が行われて、議会解散から新議会成立までの間、常設委員会が運営されることになったが、これは急進派が多数を占めていた。
しかし、急進派は選挙実施への抗議をし、交渉が継続された。その末、急進派のプリモ・デ・リベラ将軍の仲介により、国民議会で検討中であった、プエルト・リコでの奴隷制の廃止などの3案件を採択するまでは、解散しないという合意案が提案された。マルトスは再び政権を取る武力的な試みを企てたが、共和国の強硬派が反乱が起こすことを懸念した。紆余曲折の末、急進派マルトスの試みはうまくいかず、3月9日に議長を辞任することになった。その後議長になったのは、急進派のフランシスコ・サルメロンである。

#### カタルーニャ問題
一方、カタルーニャ州議会は強硬な連邦共和主義者が支配していたことで、2月21日にはカタルーニャ国を認めるよう要求する騒ぎが起こっていた。これは、同州出身であるピー・イ・マルガイの送った電報で一応落ち着いていた。しかし、3月9日には再び同様な行動が起こった。12日には、やはり同州出身のフィゲラス自身がバルセロナに到着し、「共和国が生きていくためには、秩序が必要だ」として、この騒乱を鎮めた。

#### 4月23日のクーデター未遂
議会の常設委員会も急進派が多く、政府との関係が困難になっており、社会では無秩序、無政府状態が続いていた。4月22日の夜に、急進派であった当時のマドリード市のフアン・パブロ・マリナ市長が君主主義系の国民民兵を招集して、当時の闘牛場に武装の上で集合させていた。彼らは急進派の軍人将軍らの了承も得て行動していた。
4月23日の深夜、常設委員会は国会内で会議を開いていたが、武力勢力間の対峙が知らされると、閣僚達はただちに会議を取りやめた。その直後、共和国側の有志が代議員会を占拠し、委員会のメンバーに退去を命じた。急進派と保守派は抵抗したが、エミリオ・カステラル大臣の誘導により、議会を取り囲む武装した暴徒から守られながら午前2時ごろにようやく退去した。
一方、ピー・イ・マルガイ統治大臣は共和国志願兵をマドリードの重要拠点に配置していた。大臣が、共和国志願兵などを闘牛場へ向かわせたところ、国民民兵らは数回の発砲をしたのみで、簡単に退却した。翌24日、ピー・イ・マルガイはその一存で常設委員会を解散したが、これは違法な手段であった。この後、追われた急進派の人々には、マドリードや他の地方でも殺人予告があったり、個人宅が襲撃されたりしたことで、友人の家に隠れたり、変装して身を隠したりしなければならない事態になった。また、共和制が支配的になっていくのを予期して、フランスなどに移り住む富裕層もいた。5月6日、解散された常設委員会の急進派や保守派ののメンバーは、24日の解散について抗議文を公表し「暴力的で違憲な決議」と訴えた。このように急進派のクーデターは失敗したが、一方、その反動で共和派の別の形のクーデターが成功したことになった。

#### 5月の国民議会選挙
このピー・イ・マルガイによる常設委員会の解散は、エミリオ・カステラルとニコラス・サルメロンによって率いられる連邦共和党の一部からも疑問が投げかけられた。というのは、彼らはこの決断によって、他の急進派、穏健派や他の政党が、選挙そのものを拒否し、選挙の正当性が損なわれることを懸念したからであった。このような騒然とした状況の中で、その懸念の通りに、ほとんどの主要な政党は選挙に参加しないか、棄権を呼びかけることになった。3月11日に可決された法律により、5月10日から4日間の投票が行われた。投票年齢は25歳から21歳に引き下げられたことで、有権者の数は50万人増え450万人となった。しかしながら、全体の投票率は40％ほどで、マドリード州で約25％、カタルーニャ州では約28％であった。この結果、選挙は主催した政府側である連邦共和党によるほぼ独占的な議席配分となり、371議席中、343議席を占めた。

### 連邦共和国の宣言とフィゲラス政権の終焉
この議会は6月1日に召集され、6月8日には賛成票218票、反対票2によって、連邦共和国の成立が承認、宣言された。

#### 議会の構成
連邦共和党の独占的な国民議会であったが、その党内は50名から60名ずつの4つの派閥に分かれていた。
議会の左側の席は、強硬派（またはジャコバン派ー社会主義者）が占め、彼らは極左勢力で、「下から上へ」（または地方から中央へ）の方針を持っており、社会改革を目指していた。彼らは、国民議会がフランス革命期の「国民公会」のように三権力を集中した機関であるよう宣言することを主張していた。彼らは「連邦革命中央部」、後に「スペイン連邦共和中央部」を創設していた。
その隣の中央左には、中道派（または社会民主派）がおり、リーダーは、ピー・イ・マルガイであった。このグループは、連邦共和国を「下から上へ」建設という方針は同じであったが、革命的な手法での連邦が成立したわけではなかったので、まず連邦憲法を制定し、それから連邦州を形成する「上から下へ」への道筋を取る必要があるというグループであった。この中には強硬派に近い者、また、次のグループに近い者が存在した。
中央右の席には、民主革新・改革派（または穏健派）がおり、このグループはニコラス・サルメロンが率いていた。彼らも前者と同様に、議会では新憲法採択を優先すべきと考えており、「国民公会に移行する」考えには反対であった。また、新体制には本流の共和主義者のみが含まれるという主張で、後述するカステラルの「民主革新個人主義者」とは異なっていた。
議会の右側には、エミリオ・カステラルに率いられる「民主革新・個人主義者」のグループが占め、彼らは急進派や立憲主義者も新体制に取り込むための融和的な考え方をしていた。時には20名ほどで存在していた極右（君主主義者、統一共和制）勢力の支持も受けていた。

### フィゲラスの出奔
エスタニスラオ・フィゲラス暫定大統領は、新議会の開催の最初に議会に権限を戻し、フランシスコ・ピ・イ・マルガイ大臣を新暫定大統領に任命することを提案したが、強硬派はこれに反対し、ピ・イ・マルガイに政府樹立の試みをやめさせることに成功した。ここで内閣が組閣されるところであったが、その選出をどのようにし、だれが承認するかなどの論議が行われた。様々な不毛な議論の中、フィゲラスは「率直に言うが、私はもう我々全員にうんざりしている！」とカタルーニャ語（カタラン語）で叫んだ。
そのころ、フィゲラスは、強硬派のフアン・コントレラス将軍が「下から上へ」の連邦共和制を開始するためのクーデターを準備していることを知った。特にピ・イ・マルガイが彼の政権に参加したがらなかったため、彼は身の危険を感じた。フィゲラスは、夫人を先のクーデターのころに亡くしており、議会への深い失望と鬱の中にあって、6月10日、パリへ出奔した。彼は誰とも話さず、レティロ公園を散歩してアトーチャ駅からパリ行きの列車に乗ったという。

## マルガイによる政府（1873年6月11日から7月18日）

### マルガイの選出

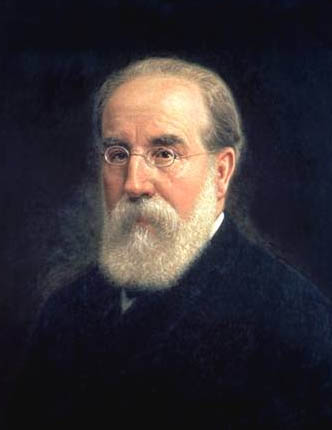
フランシスコ・ピ・イ・マルガイの肖像

翌日、共和国志願兵軍を率いたコントレラス将軍は戦争省を占拠し、強硬派に扇動された連邦共和主義者たちはマドリードの議事堂を囲み、クーデターを試みた。そ中した中、穏健派のカステラルとサルメロンは、党の重鎮であるピー・イ・マラガイが行政首長の位置に就くよう提案した。これにより、強硬派は閣僚は議会が選ぶようにするという条件のもとでそれを受け入れた。同日、ピー・イ・マラガイが国会により、共和国の行政大統領、兼統治大臣として選出された。

### マルガイの行政
ピー・イ・マルガイ（Francisco Pi y Margal、カタルーニャ州バルセロナ出身、歴史家、思想家）の打ち出した政府のモットーは「秩序と改革」で、議会の連邦共和党の内部の融合を図ることであった。それはカルリスタ戦争を終結させ、カトリック教会と国家の分離、奴隷制の廃止、女性や子供の労働者への改善などを基本としていた。国会は7月24日、子供の労働に関する規制法を可決した。さらに、1855年のパスクアル・マドス（Pascual Madoz）による永代所有財産解放令を改良して、共有財産を大衆に分配する法律も準備されていたが、それは決議されなかった。また、融資への支払いと引き換えに終身借地権を与えることを目的とした別の法律も成立しなかった。この政策には、連邦共和国の新憲法の起草が優先課題として含まれていた。
しかし、彼の政策の中には、タバコ税、宝くじ、司法関税、財源不足のために1870年に補充された消費税の廃止など、連邦主義者の長年にわたる要求のいくつかが含まれていなかったため、ただちに強硬派から反対された。彼らは、大規模であって深い経済リフォームが必要であり、それが共和国を定着させる唯一の方法であると主張した。
6月20日、議会は連邦憲法草案を作成する委員会を構成し、同時に政府は7月12日から7月15日にかけて市町村選挙実施するの呼びかけを発表した。しかし、これは強硬派が共和国建設の重要な過程として主張する「下から上へ」ではなく、「上から下へ」へのプロセスであったため、拒否反応を引き起こした。

### 強硬派の動き
強硬派の政治クラブであったスペイン共和国連邦中央部(CRFE)は、自らを「革命的で改革的な前衛」と定義しており、6月15日には「改革の前進的歩哨であり、議会の審議と合意の揺るぎない検察官」であるとも宣言をした。また、マドリードを含む「カスティーリャ・ラ・ヌエバ地域、または国家」（新しいカスティーリャ）の憲法を討議する会議を招集し、その第一歩としてパリ・コミューンを手本とした「マドリード市の革命的自治体を構成する」ことを決定した。
この問題を解決するために、エミリオ・カステラルが率いる者たちにより、議会でピ・イ・マルガイ首相が、行政府の大統領に閣僚を自由に任免する権限を与えるようにする、という提案が提出された。これが承認されれば、マルガイは「強硬派」の閣僚を「穏健派」の閣僚と交代させ、マルガイの「中道派」とカステラルとサルメロンの「穏健派」の連立政権を樹立することができることになる計算であった。
強硬派の反応は、共和国連邦新憲法が起草され承認されるまでの間、議会が国民公会を形成し、そこから行政権を持つ公共厚生委員会を発足させることを要求するものであった。この提案は、政府を支持する大多数の代議員によって拒否され、6月27日、強硬派は政府に対する問責決議案を提出し、その中には、大統領のピ・イ・マルガイが彼らの側に加わるという逆説的な要求も含まれていた。しかしながら、翌日、強硬派が懸念したとおり、保守的な議員が閣僚に任命されていった。
6月29日、共和国連邦中央部(CRFE)は、ロケ・バルシアを議長として公共厚生委員会を発足させ、政府と議会との合意を考慮しない状況となった 。
6月30日、ピ・イ・マルガイは、バスク、ナバラとカタルーニャに限定されるものの、カルリスト戦争を終結させるための特別な権限を議会に求めた。強硬派は、この提案は「専制政治」の押しつけであり、民主主義の喪失であると考え、断固として反対したが、政府はこの提案はカルリスタにのみ適用され、連邦共和派には適用されないと保証した。この提案が議会で承認されると政府は綱領を発表し、その中で自らが得た特別な権限を正当化した後、第5軍と予備軍への招集を発表した。その理由は「祖国はそのすべての息子たちの犠牲を要求しており、自分の能力を最大限に発揮しない者は、自由主義者でもスペイン人でもない」というものであった 。同日、マドリードの市長は、首都で治安が乱れた場合、「公共の安全のため」に警察が民家に立ち入ったり、住民を自宅に閉じ込めたりするなどの例外的措置をとることを発表した。強硬派は、これを挑発であり自分たちへの直接的な脅威である、と解釈した。

### 共和国憲法の草稿委員会
ピ・イ・マルガイが議会に提出した政府計画では、共和国憲法の迅速な承認が優先事項のひとつとされ、草案作成のために25人の委員が6月16日に選出され、委員会が発足した。委員の一人である穏健派のエミリオ・カステラルは、委員会全体から委任され、議会に提出される討議対象となる文書を24時間で書き上げた。しかし、この草案はいずれのグループをも満足させるものではなく、委員会の提案に関する討議を促進するために、結局撤回するなどの紆余曲折があった。憲法の成立に時間を要したことで、後々への影響が出た（結果的に憲法制定が成されなかったがゆえに、いずれも大統領の位置は暫定的なもので、行政大統領などの呼称になっている）。

### カントン主義者の反乱
一方、6月30日、セビリア市議会は社会共和国と宣言する動議を可決した。
7月1日には、ピ・イ・マルガイ政権が例外的な権限を獲得し、マドリード市長が個人の権利保障を制限する勅令を出したことで、強硬派の30人ほどが議会から退出した。この後、公共厚生委員会の委員長であったロケ・バルシアは、強硬派が国会を去ったことで強硬派の「非連邦主義者」が国会を去り、彼らが「唯一の優秀な連邦主義者」であるとの認識を持ち、至急の直接のカントン（地方、州中心主義）の形成を呼びかけた 。
すぐに数人の「強硬派」（社会主義者）の代議士や活動家がマドリードを離れ、さまざまな地方で蜂起を促した。ピ・イ・マルガイはこの反乱の呼びかけを すぐに封じ込めたため、多くはこれに従うことはなかった。しかし、7月12日には、議会議員であったアントニオ・ガルベスの鼓舞により、カルタヘナ（ムルシア州）のカントン宣言がなされた。また、特にアンダルシア州では、地方市とその周辺地域で同様な動きが起こった。
ピ・イ・マルガイは、彼自身が擁護してきた「根底からの」平和主義的連邦制を実践する立場であり、彼らが呼びかけたことを批難した。それは「合法的かつ平和的な方法で議会の合意によって成立した共和国」ではなくて、「武力革命によって」権力を占有するためのものだったからである。「国民皆選挙権の産物である主権在民の議会があり、すべての国民が自由に自分の考えを表明し、集まり、結社することができる限り、暴動が存在する理由はない」と述べている。
一方、この時期に第三次カルリスタ戦争の戦況も継続しており、王位請求者であるカルロス・マリア・デ・ボルボン（マドリード王、Carlos María de Borbón y Austria-Este）を押す勢力は、ヴァスク、ナバラ、カタルーニャにおいて中心市を除いて勢力下に入れており、さらにアラゴン、ヴァレンシアにおいても行動を広げていた。王位をもくろむカルロスは、7月16日国内に入っていた。彼はカルロス7世としてナバラのエステーリャをその首都として準備をしており、貨幣の鋳造、郵便システムのための切手発行などを行っていた。
他方、キューバ戦争は継続しており、さらには、7月7日にヴァレンシア州のアルコイ（Alcoy）で製紙業界のストライキから始まった石油革命（Revolución de Petróleo）という問題が発生した。
このアルコイでの出来事とカントン主義者の反乱を背景に、サルメロンが主導する中道右派の「民主革新・改革派」と、カステラルの主導する右派「民主革新・個人主義者」は、ピ・イ・マルガイ政権への嫌がらせや崩壊を狙った動きを始めた。特に後者には、君主主義の国粋主義者や統一共和主義者、また、パリ・コミューンの影響に恐怖を覚えた者達が支援をしていた。そして、社会主義の脅威を警告し、社会秩序を優先する強くてエネルギッシュな政府を擁護していた。

### ピ・イ・マルガイの辞任
ピ・イ・マルガイは反乱軍への対応は迅速に行い、カルタヘナでカルタヘナ・カントン宣言がされたことを知ると、7月13日にすぐさま、すべての州知事に電報を打った。また、コルドバにては、共和国軍のリポイ将軍に、鎮圧には説得と制圧との組み合わせて使うように、との指示を出している。
しかしながら、彼の内閣の中には、民主革新・ 個人主義のマイソナベ大臣が主導する民主革新3人の大臣のように、反乱に対してより抑圧的な対処をするよう要求するばかりでなく、カントン主義者と共存しているような大統領を直接批難する者がいた。
一方、ピ・イ・マルガイは民主社会主義派の大臣に擁護され、議会の運用停止が含まれる非常事態の適用を否定した。彼は共和国憲法の迅速な採択をすることを迅速に行うことや、以前にカタルーニャでの紛争がおきたときに、電報によって沈静化できたことへの自信があったからであった。
7月15日、ピ・イ・マルガイは、議会に新憲法の審議と承認をすみやかに行うなうよう要請した。これはカントンの反乱の拡大を食い止めるようにする動きであった。7月17日には、カステラルが草稿した「スペイン連邦共和国憲法案」の読み上げが行われた。一方、これに民主社会主義の3議員は代替案を提案したが、審議を困難にさせないように取り下げた。本人の内閣の中でもまとまらない中、ピ・イ・マルガイは、内閣の再編成と諸会派をまとめようと試みた。しかし、憲法の採決では賛成93票、反対119票となった。これは、サルメロンに有利な結果となった。
翌日、ピ・イ・マルガイは辞任し、37日の暫定大統領の立場を離れた。彼はその辞任の演説で、彼の政策は「非難ばかりだけでなく、憤怒と中傷」の対象であったと述べた。

## ニコラス・サルメロンの政府（1873年7月18日から9月6日）

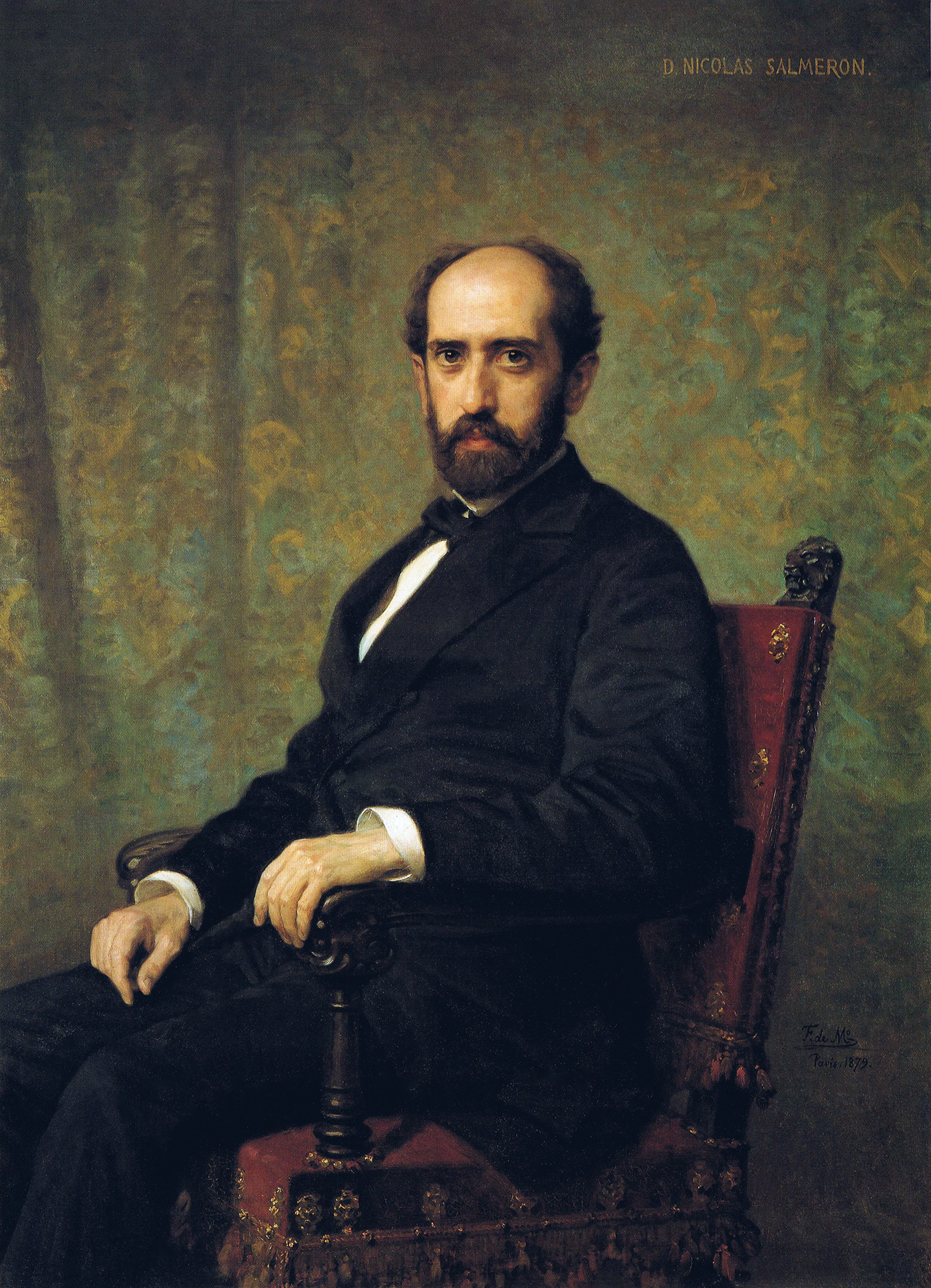
ニコラス・サルメロンの肖像

7月18日から、暫定大統領となったサルメロン(Nicolás Salmerón、アンダルシア州アルメリア県出身、元哲学教授)は穏健派で、連邦共和国へ徐々に移行していく方針であった。彼の政府のモットーは「法の権威のもとに、全てが従うこと」として、カントン主義者の反乱を鎮圧すること優先し、その後はカルリスタ戦争への解決をする方針であった。また、以前の司法大臣であった時期に、死刑廃止を行っていた。

### カントン主義者の反乱の拡大
この新暫定大統領就任後の7月19日以降、州の反乱はカルタヘナから他の地方にまで拡大した。社会主義者だけでなく、多くの連邦共和主義者が、ニコラス・サルメロンが政府のトップにいる以上、「上から」連邦共和国を実現することは不可能だと考えたからである。彼らは憲法制定を待たずに、社会は「下から上へ」という性急な改変を望んでいた。
7月19日から7月23日にかけて、カントンの運動はアンダルシア、ムルシア、バレンシア、サラマンカ、アビラの各州にまで広がり、カルリスタ戦争と合わせて32の地方・都市などが紛争地域となっていた。これらの蜂起には司令塔があったわけではなく、各地の者たちがそれぞれの思惑で行動していた。各地方の小商人や実業家、リベラルな専門家、労働者、日雇い人、職人などからなる社会の多層を超えた構成者が、権力を持った共和主義者に向けた不信感や不満を持ち、改革を望み、革命的な行動に走らせた。具体的には、カントンの宣言に共通する点は、物品税、タバコ税、塩税などの不人気な税金の廃止、聖職者の財産の解体、労働者に有利な措置の確立、国家に対する罪を犯した囚人の恩赦、軍隊の民兵への置き換え、公衆衛生委員会や委員会の設立などであった。
また、カルタヘナで起こったような革命軍に対する効果的な軍隊の支援は非常に希であり、カルリスタ戦線での軍事対応が必要であったために、治安対策の手薄な町で勃発するのが一般的であった。いくつかの地方の反乱は、革命行動が勝っていたというよりは、治安部門が有効でなかったからという見解もある。

### カントン主義者の反乱の鎮圧
サルメロン政権のモットーは「法の支配」であり、共和国を守るためにはカルリスタとカントン主義者を厳しく鎮圧する必要があった。カントンの反乱を鎮圧するため、サルメロン首相はカントン派を支持した州知事、市長などを罷免し、軍においてはマヌエル・パヴィアやアルセニオ・マルティネス＝カンポスといった連邦共和国に反対する将軍を構わずに任命した。また、予備役を動員し、市民警備隊を3万人増員し、行政府と同等の権限を持つ政府代表を地方に任命した。また、カルタヘナのカントン派の船を海賊とみなし、スペイン領海内であろうとなかろうと、どの船も海賊として襲撃をする許可をだした。このような措置により、マラガとカルタヘナ以外の反乱は次々と制圧された。

### ニコラス・サルメロンの辞任
ニコラス・サルメロン政権を支持していた多数派に亀裂が入り始めたのは、エミリオ・カステラル率いる共和国右派が議会を一時停止し、政令で統治することを要求し、将校が軍隊に従うことを保証するために、死刑を含むスペイン軍令を復活させることを要求したからである。これは、指揮官が殺害されるというような無規律な事件が依然として頻発していたことで、軍の指揮官からの要求であった。サルメロンは、過去の司法大臣の折に死刑を廃止していた経過があった。
この問題は9月1日に顕著になり、100人近くの高官や将校が軍事条例が再確立されなければ、いくつかの大隊の規律を回復させるという使命を帯びてカタルーニャに赴くことを拒否し、軍事条例がなければ自分たちには権限がないと主張したのである。
その後、エミリオ・カステラルは暴動を終結させるためのより強力な政策を提案し、約130人の代議員の支持を得た。一方、サルメロンを支持する「民主自由主義改革派」グループは、議会の一時中断をめぐって意見が分かれた。サルメロン自身と政府の他のメンバーはこれを支持したが、彼のグループの代議員はこれに反対し、 死刑を含む軍事条例の復活を拒否した。中道左派はまた、議会の一時停止と死刑制度の復活に反対し、カステラルを中心に形成されつつある新しい多数派を「連邦主義の欠如」と非難した。
さらにサルメロンは、アマデオ1世の時代に解体された砲兵隊の復興にも反対していた。9月2日に開かれた閣僚会議で、これらの問題について白熱した議論が行われたが合意に達せず、サルメロン政権の分裂は明らかであった。
9月6日、ニコラス・サルメロンは、エミリオ・カステラルの説得により1日延期したものの「私は、現在の深刻な状況において、この国が直面している状況を救おうとする世論の切迫した要求を十分に代弁できるとは考えておらず」という理由により、行政府の大統領職を辞任した。辞任の直接的な理由は、バルセロナでのカルリスタ側に寝返った8人の兵士の死刑判決に、署名する必要がなかったからである。
この決定には、パヴィア将軍の権力に対する継続的な反抗行動と、エドゥアルド・パランカ（Eduardo Palanca）陸軍大臣が反対していたマラガ攻撃への圧力も影響した可能性があるという論説もある。彼の政権が右派が支配する多数派の支持にますます影響され、中道右派の著名なメンバーが不満を募らせていることは明らかだったという背景の分析もある。

## カステラルの政府（1873年9月7日から1874年1月4日）

### カステラルの就任とその方針

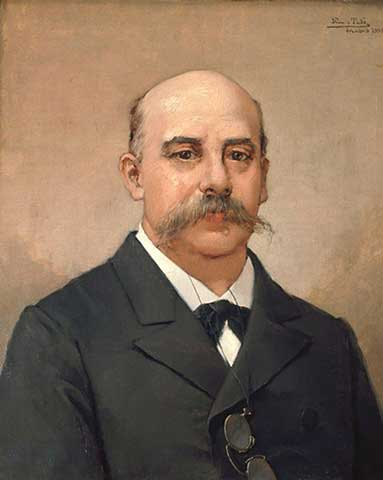
エミリオ・カステラルの肖像

9月6日の国民議会では、サルメロンの辞任の件とエミリオ・カステラルの選出（Emilio Castelar、アンダルシ州カディス県、法学博士、哲学史教授）について議論された。そして翌日、カステラルは右派の議員ばかりでなく、サルメロンを中心とした中道右派からの支持もあり、カステラル133票、ピ・イ・マルガイ67票の結果で、暫定大統領に選出された。一方、サルメロンは国民議会議長となった。また、閣僚はその両派からの人物が任命され、両派の協力体制となった。
カステラルは国民議会に新政権を提示する演説の中で、自分の内閣は「自由、民主主義、共和国（中略）しかし、我々は祖国の統一を壊すことのない連邦でもある」と述べた。このようにカステラルは、共和国とは保守的なものも含め、すべての自由主義的な選択肢を受け入れるべき政府形態であるとの考えをまとめた。
カステラルが行政府の大統領に就任したときは、マラガとカルタヘナを除いてカントンの反乱は事実上収束していた。このような演説内容から、カステラルがカントンの反乱によって引き起こされた「無秩序」に深い衝撃を受けていたということがうかがえる。一方、依然としてカルリスタはバスク地方、ナバラ地方、カタルーニャ地方のみならず、各地にも勢力を広げていた。
行政府の大統領に就任してわずか2日後、カステラルは国民議会から臨時政府のような特別な権限の付与を得た。次の段階は国民議会の一時停止を提案することであったが、これは連邦憲法草案の審議と承認を一時停止させることをも意味した。
9月18日の討論におけるピ・イ・マルガイの演説では、憲法が承認されるまで会期を続けることを要求することに重点が置かれており、「暫定期間は危険で、混乱と無秩序を招く」と主張した。また、彼は立憲主義者や急進派を共和国に取り込もうとする試みは「幻想」であると主張した。「スペインの政党は常に政党であり、どんな手段を使ってでも権力を獲得しようとする傾向があるからだ」と言った。彼はまた、カステラルが法を犯したと非難したが、カステラルは法を犯したのはピ・イ・マルガイもであり、4月23日に彼が反対していた国民議会常任委員会を解散させたではないか、と答えた。
他の代議員は議会の一時停止により協議が妨げるられることになり、共和国の死を意味するとして反対を主張した。これは右派新聞は、逆に「連邦主義のユートピア」が終わり、カステラルの「市民独裁」が「100日間の間」始まることを喜んだ。カステラル自身はこれを「大臣専制」と呼んだ。
9月18日、この提案は「穏健派」の連邦共和主義者の賛成124票と、ピ・イ・マルガイの「中道派」および本会議場に復帰した「非寛容派」の反対68票によって承認された。こうして、国民議会は1873年9月20日から1874年1月2日まで中断された。

### 政治的動向
カステラルは国民議会の停止後、保守派との和解を開始した。カステラルによると、保守派の支持なしには共和国は存続できず、キューバ戦争、カルリスタ戦争、カントン内乱という3つの戦いに立ち向かうための政治的安定すら得られなかった。カステラル政権になってから、セラーノ将軍やプラセデス・マテオ・サガスタなど共和国成立以前の著名な指導者たちがフランスからスペインに戻り、立憲党と急進党を再建し、選挙が行われる場合に準備をしていた。当時、議会では80議席が空席となっていた。
カステラルは常々、共和制は連邦共和主義者の独占的な業績ではなく、「共和制が万人のもの、万人のためのもの、万人によるものとなるように」すべての政党が参加すべきであると主張していた。カステラルは本会議場での演説の中で、「私は、権威が共和国と両立し、秩序が自由と両立することを証明したい」、「ヨーロッパ全体が我々を不信の目で見ているのだから」と述べている。
9月29日、マドリードで開かれた立憲党の理事会では、プラセデス・マテオ・サガスタ、トペテ提督、マヌエル・アロンソ・マルティネスの3人がカステラル政権を無条件で支持するという提案を承認した。

### マラガのカントン主義反乱の鎮圧
マラガのカントン主義者の反乱においては、前政権がマラガの反乱の指導者であったソルリエル民政総督と交わした、事実上の半独立を認める不文協定に起因する行き詰まりがあった。そのため、ソルリエルがカステラル政府に、彼らがマドリード政府の権威を全面的に承認することと引き換えに、カルリストと戦うためマラガから兵を率いて北上することを提案し、カステラル政府がこれを受け入れたことでようやく解決した。しかし、マドリードに到着した兵卒らはさまざまな暴挙に出たため、カステラルは9月17日、パヴィア将軍にマラガ占領を命じた。
その前に、北方戦争に不適格とされマラガに送り返されていたソルリエルの部下たちは、パヴィア将軍の命令によりボバディージャ（Bobadilla、アンダルシア州マラガ県）で逮捕され武装解除された。パヴィア将軍は9月19日にマラガに入り、アンダルシア地方におけるとカントンの反乱は終結した。これにより、カルタヘナのみが反乱の最後の砦として残された。

## パヴィア将軍のクーデター（1874年1月3日）

### 政権支持の変容
カステラルが立憲主義者や急進派と接近したことについて、フランシスコ・ピ・イ・マルガイの「中道派」やニコラス・サルメロンとその支持者たちの「穏健派」は反対した。彼らは、それまで共和国は「共和制の軌道の外」にいる新参者ではなく、本物の共和主義者たちによって建設されるべきであると信じていたからである。
1873年12月、議会の常設議員会においてサルメロンが、カステラル政権を支持しなくなった最初の兆候は、カステラルが提案した空席を埋めるための選挙の実施に対して、彼の支持者たちはピ・イ・マルガイ支持者や「硬派」とともに反対票を投じたことであった。
同時に、サルメロンとピ・イ・マルガイの間にはそれまでの数か月間、深刻な意見の相違が続いていたにもかかわらず接近が始まった。そして、中道右派、中道左派を統合して中道の大同グループを形成しようとする用意もあった。このことは、カステラルの「個人主義的解体論者」や、君主主義・共和制一党主義の極右勢力側では「社会主義の脅威」の再来、「祖国の解体」と解釈された。一方、反政府的な共和主義新聞はカステラルを指して「裏切者ユダ」という呼称を使い始めた。
さらに、サルメロンとカステラールとの間に新たな軋轢を生んだ件は、カステラルがバチカンと、20の教区の大司教席の空白を埋めることで合意したことであった。それまで、トレド、タラゴナ、サンティアゴ・デ・コンポステーラといった重要な教区を含む20の教区にて、大司教は空席となっていた。12月20日付の『ガセタ・デ・マドリード』がこの人事を発表した。サルメロンは、カステラルが共和国の世俗主義と政教分離を裏切ったとして、任命の取り消しを書簡で要求した。
クーデターの噂が高まる中、カステラルは12月24日、マヌエル・パヴィア将軍をその執務室に招いた。パヴィアは、アンダルシア地方のカントン主義者の反乱の鎮圧の功績により、カステラルが新カスティージャ将軍の位置に任命したのであった。カステラルは法律を遵守し、クーデターに参加しないように説得した。後にパビア将軍の言葉によると、この会談で彼は、政権が倒れるかもしれないという懸念を表明し、議会の停止を延長するよう求めたということであった。カステラルは、彼は合法性からは少しも逸脱しないと告げると、パヴィア将軍は「私は、どこまでもあなたについていきます」と答えた。カステラルはパヴィアを解任しなかった。

### 交渉と支持の決裂
カステラルの友人で共和国右派の代議士フランシスコ・デ・パウラ・カナレハスは、カステラルとサルメロンの仲介を試みたが失敗した。2番目に仲介になったのは、共和国行政府の初代大統領であり、9月にスペインに戻っていたエスタニスラオ・フィゲラスであった。彼は議会の停止期間をさらに8か月延長し、サルメロン派の4人が閣僚に加わることを両者に提案した。危機を回避するために、数人の閣僚がカステラルに辞任を申し出たものの、12月27日、カステラルはサルメロンに、カステラルの支持を継続するために設定した彼の条件は受け入れられないと告げた。これらの条件とは、カステラルが任命した将軍を「連邦制を支持する」他の将軍と交代させること、大司教の任命を撤回すること、連邦憲法を直ちに審議・承認することなどであった。フィゲラスの要請で2人の政治家は29日に会談したが、これは完全に決裂して終わった。
一方、カステラルとサルメロンの対立により政権の継続が危ぶまれたことで、急進派のリーダーであるクリスチーノ・マルトスと立憲派のリーダーであるセラーノ将軍は、12月までには予備選挙があるとみて準備を進めていた。しかしながら、予備選挙は実施されなくなった。こうした状況から、1874年1月2日に議会運営委員会が再開されるとすぐに、ピ・イ・マルガイとサルメロンがカステラルへの不信任決議案を提出すると見られていた。
マドリッドを含むカスティーリャ・ラ・ヌエバ州の軍の責任者であったマヌエル・パビアは、立憲派と急進派の指導者たちにエミリオ・カステラル行政大統領と会談した内容を報告した。その中で、カステラルは「自分は合法性とは決別しない」、つまり「クーデター計画者から来る権力は受け入れない」と言ったということも含まれていた。パビアはまた、クーデターが成功すれば彼らを招集し、自分がメンバーには入らない「国民政府」を樹立すると告げた。マルトスとセラーノ将軍の2人は、カステラルが行政大統領に取って代わられるのを阻止するためにクーデターを起こすことに同意していた。

### クーデターへの準備
1874年1月2日に国民議会が再開されたが、パビア大将はカステラルが議会の投票で敗れた場合に備えて、既に軍隊を準備していた。一方、カステラルが勝利した場合には、連邦制側の共和国義勇軍の大隊が出動する準備も成されていた。午後4時に始まった国民議会で、ニコラス・サルメロンはカステラル支持の撤回を表明した。演説の中で彼は、カステラルが「共和主義政策」を放棄したと非難し、「共和主義政党の原則がたどった軌道は、保守勢力が優勢であるだけでなく、全体も保守勢力になってしまったかのような形で崩れてしまった」と演説した。
一方、エミリオ・カステラルは保守派を含むすべてのリベラル派による「可能な共和国」の樹立を呼びかけ、共和国の大敵である「デマ」を放棄しようと語った。「デマ」とは「社会主義のユートピア」を語ることであって（これは、ピ・イ・マルガイを指してしているのであるが）、「政権を取ったにもかかわらず、地上にもたらすことができなかった楽園（エデンの園）を約束した人々に責任がふりかかる」という内容であった。
1月3日午前5時ごろ、右派代議員数名によって提出された政府不信任案の採決が行われ、カステラルは100票対120票で敗れ、辞任を余儀なくされた。その後、一時休会となり、ピ・イ・マルガイ、サルメロン、フィゲラスの3人と他2人の代議員が、誰が政府を務めるかについて合意するために会合した。この中で「中道派」のエドゥアルド・パランカが行政大統領に推奨され、また、省庁の大臣の配分についても合意ができていた。このとき、立憲党の議員であったフェルナンド・レオン・イ・カスティーリョは、カステラルに対する投票の結果をすでにパビア将軍に送っていた。

### クーデター行動とその結果
朝7時5分前に議会が再開され、新政府の任命に関する投票が始まろうとしたとき、パヴィア軍が議会議事堂を包囲し、将軍本人が議事堂前の広場にいることがわかった。将軍の側近2人が議会議長のサルメロンに「その場から退去せよ」というメモを手渡した。彼らは議員たちに5分間の猶予を与えた。サルメロンは、パビアが国家主権と共和国を攻撃していること、そして「このような犯罪を犯した者に対しては、人民裁判所は容赦しない」と将軍に伝えるようにと告げた。そして、サルメロンは代議員たちに事の次第を告げ、代議員たちは国家主権への万歳と反逆者たちとパビアへの死を唱えて応えた。
その後、メリダ地方からの連隊の兵士が建物に入った。また、クーデター側に回っていたイグレシアス大佐の指揮のもと、建物の警備を担当していた市民警備隊がそれに続いた。廊下では代議員たちの議場からの退去を急がせようと空中発砲が起こった。最後に出ていった者の1人は、まだ行政府の大統領であったエミリオ・カステラルであった。彼にパヴィア将軍の依頼として、極右の君主主義者と統一共和制の2人の代議員が近づき、「国民政府」を樹立するために招集される会議への出席を求めたが、カステラルはそれを拒否した。
カステラルは、パビア将軍が提案した「国民政府」を主宰するという申し出を、非民主的な手段で権力を保持したくないという理由で拒否した。実際、彼は「立憲議会に与えられた残忍な傷」に対する抗議文を書いた。
議会が空席になるとすぐに、パヴィア将軍はスペイン全土の軍首脳にクーデターへの支持を求める電報を打った。 彼はこのクーデターを「私の愛国的使命」と呼び、「いかなる犠牲を払っても秩序を守る」、「後には、1月3日の行動」と呼ぶことになるという内容であった。
これらの出来事は第一共和政の事実上の終焉を意味したが、公式にはセラーノ将軍が指揮を執り、共和政はさらに1年近く続いた。一方、君主主義者のアントニオ・カノヴァス・デル・カスティーリョ党首は亡命中のイザベラ2世女王に対し、「民主主義の原則は致命的な傷を負っている」とし、ブルボン王政復古を成し遂げるためには「冷静さ、穏やかさ、忍耐、そして忍耐とエネルギー」が必要であると報告をした。

## セラーノの独裁

### セラーノ政権の成立

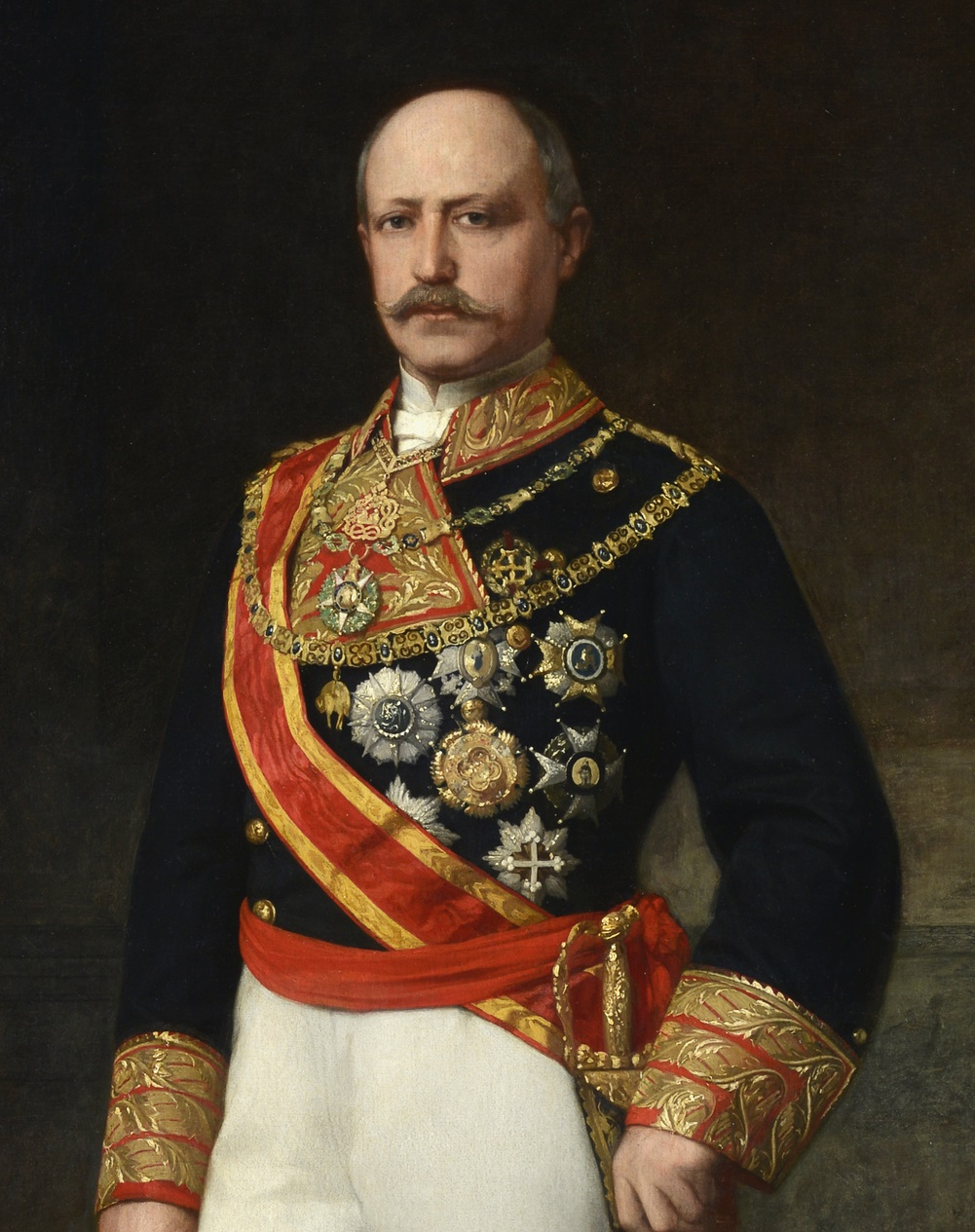
フランシスコ・セラーノ将軍の肖像

1月3日、立憲党の党首、トーレ公フランシスコ・セラーノ将軍（アンダルシア州カディス出身、軍人、政治家）が共和国行政府長に就任した。彼は前年4月23日のクーデター未遂事件への関与で、亡命していたフランスのビアリッツから帰国したばかりであった。クーデター後に立憲、急進、統一共和制の3党を結集した集中政権を樹立し、一方、連邦共和制の党はこの政権から排除された。 急進派は、司法、税務、興業の大臣職を、また立憲派は、国土省、海軍・植民地省を占めた。そしてパヴィアが押しつけた人物、エウヘニオ・ガルシア・ルイスという統一共和主義者が統治省の大臣を占めた。アルフォンソ王子を擁立する君主主義者のリーダー、アントニオ・カノバス・デル・カスティーリョは、まだ共和政体下であるということで参加を拒否した。
彼はイサベル2世前女王時代に女王と親しく、また1968年革命後の政権では2回政権の中枢にいた。その最優先目標は、カントンの反乱と第三次カルリスト戦争を終結させることであった。その後、議会を招集して政府体制を決定するつもりであった。1月8日に公表された政策発表では、「カステラルに代わろうとしていた連邦共和派の政権は、スペインの解体か、カルリスト絶対主義の勝利を意味していた」と述べ、パヴィアのクーデターを正当化した。そして、共和制、世襲による君主制、あるいは選挙制などのあらゆる可能性を残したまま通常の議会を招集し、「国家の最高行政官を選出する形式と方法を定め、その権限を定め、そのような高位のポストを占める最初の者を選出する」と発表した。
共和国議会が解散させられたため、政府の行動を統制する議会が存在せず、1869年憲法が再制定されたものの「政治生活の正常性が確保されるまで」保留されたため、行政府の機能を規定する最高法規が存在しないという状況で、セラーノの独裁体制が確立された。
1月12日、新政府はマルティネス・カンポス将軍の後任としてホセ・ロペス・ドミンゲス将軍をカルタヘナに入港させ、カントンの反乱に終止符を打った。首謀者であったアントニオ・ガルベスは1,000人以上の兵を率いてフリゲート艦ヌマンシに乗り込み、包囲網をかいくぐり、オランに向かい亡命した。後に王政復古後、恩赦により故郷のトレアグエラに戻ることが許された。

### 政権の政策
セラーノ政権は保守的な政策をとった。1869年憲法が一時停止されたおかげで、彼は国際労働者協会（AIT）のスペイン支部に対し、「財産、家族、その他の社会基盤に反する」という理由で即時解散を命じた。また1月7日、彼は動員勅令を発布し、 抽選と現金での償還を伴う旧来の徴兵制度（キンタ）に戻した。これは後の7月18日の臨時上訴で承認された。
また、市民生活の面では、1868年革命時の民衆要求であった物品税の廃止、結社権の承認、徴兵制の廃止などは、セラーノ独裁政権になっても尊重されなかった。6月26日、セラーノ独裁政権は「飲む、食べる、燃やす」物品への課税、また塩への課税、穀物への特別課税を再開した。戦争の経費、支配者グループの経済的要求、財務省の慢性的な赤字が重なり、革命的、改革的な実行が困難になっていった。

### 政権の変遷
カントンの反乱が収まると、セラーノは2月26日に北部へ向かい、カルリストに対する作戦を個人的に指揮した。マドリードでは、フアン・デ・サバラ・イ・デ・ラ・プエンテ将軍（Zavala 、ペルー生まれの軍人）に政府を任せ、共和国行政府大統領として留任した。
セラーノ将軍は北部のビルバオ包囲戦で成功し、5月にプラセデス・サガスタ（Práxedes Sagasta、ラ・リオハ州生まれ、交通インフラ技師、教授、政治家）を内務省長官に任命して政府内での地位を強化した。その結果、急進派の3大臣と唯一の共和派大臣であった統一派のガルシア・ルイスが退任した。こうして、サバラ将軍が引き続き大統領を務める立憲党のみによる政権が成立した。
その後の9月3日、サバラが共和党を政権に復帰させようとする動きをしていたことでサガスタに交代した。当時、立憲主義者たちはアルフォンソ王子の「議会制と民主主義」による復古を主張していたからである。
セラーノはアンドレス・ボレゴをカノヴァスを代表とするアルフォンソ支持派との交渉に任命したが、彼らは立憲派の提案を拒否した。立憲派はカルロス主義者が敗北するまでセラーノを国家元首として承認し、臨時議会の招集によってブルボン家の復活が実現することを受け入れることを意図していたからである。
9月、サガスタがサバラ将軍に代わって政府のトップに立つと、共和国は念願の国際的承認を獲得し、各国は相次いでスペインとの国交を回復した。

## 共和国の終焉

### 王政復古側の動き
1874年1月2日、パヴィアのクーデターが成功し、セラーノ将軍が統率する統一共和国が成立すると、ブルボン復古を支持する動きが加速し、拡大していった。1873年8月から、アントニオ・カノヴァス・デル・カスティーリョ（マラガ生まれ、政治家、歴史家、著作家）は、1864・1865年に2つの大臣を経験していたが、1868年にイサベル2世女王が国外退去になると、アルフォンソ王子（後のアルフォンソ12世）を擁立する主義（アルフォンシーノ）の指導者となっていった。
彼はその戦略の中では、王政復古を「一党、一軍、一派の、また一つの議会選挙や軍による宣言の勲功」にはしたくなかった。すなわち、彼の抱く関係修復や意見一致のための広範な構想の中に、軍事介入を阻止することよりもコントロールして、その構想の中に組み入れることという考えがあった。別の王権主義の政党であってイサベル2世女王を復位させようという穏健党という党があった。彼はカルリスト軍との北部前線にいたグティエレス将軍が、穏健党と関係がないという点で、アルフォンソ王子擁立において頼みにしていた。しかし、将軍はエステーリャ（ナバラ州）で戦死（1874年6月）したことで、その計画は頓挫した。ビルバオでの戦線が5月に終わっており、カルリストの本拠地であったエステージャが陥落した場合にはアルフォンソ王子を王位に就ける宣言ができる、という計算があった。
一方、アルセニオ・マルティネス＝カンポス将軍（セゴビア生まれ、軍人、政治家）はカントン主義者の反乱において、同年夏、アルマンサ、ヴァレンシアでの平定に従事していた。カノヴァスは彼を、穏健党に関係があるという点で信頼していなかった。カノヴァスの構想の中では「アルフォンソ王子の復権は、広範な世論運動の結果としてもたらされるべきであり、それは、待ち望まれていた議会で頂点に達する市民運動の結果である」というものであった。彼は1874年8月8日から同月14日にかけて、パリでイサベル2世（前女王）に会いに行った際、このような考えを伝えた。カノヴァスと将軍の2人の考え方は異なっていた。

### 具体的な宣言と行動
12月1日、カノヴァスは、自らが作成し、アルフォンソ王子が署名をした「サンドハースト宣言」を公表した。この内容は王子を「真にリベラルな世紀人」と定義し、「正統王朝の歴史的権利と代議制政府およびそれに付随する権利と自由」を結びつけたものであった。アルフォンソ王子は亡命先の英国で、サンドハースト王立陸軍士官学校に就学していたことでこの名がついている。これは近年のカノバスの戦略による主導であった。このころの12月10日、セラーノ将軍は北部のパンプローナ市の包囲を開始していた。
一方、マルティネス＝カンポス将軍はボルボン家の復位を望んでいたが、政治上の平和的運動を待つ気はなかった。12月21日、将軍はアルフォンソ王子に手紙を送り、前年8月以来アルフォンソ派のリーダーであったカノヴァス抜きでスペイン国王宣言を独自に行うことにした理由を説明し、その許可を求めた。ただし、王子が動きを開始するための返信をしたとしても、彼はそれを待たなかった。
彼の「運動」の背後には、バルマセダ伯爵に率いられた穏健党に連なる将軍たちがいた。彼らは12月1日のサンドハースト宣言を、カノヴァスの意見が述べられたものになっているという理由から好ましく思っていなかった。バルマセダはキューバでの大将であって、その任期の間、マルティネス＝カンポスがキューバの参謀長を務めていたことがあった。バルマセダはスペイン系キューバ人の圧力団体の支持を得ており、植民地の現状維持、つまり奴隷制度の維持に関心を持っていた。
12月22日、ルイス・ダバン将軍は当時赴任先のなかったマルティネス・カンポスに、サグント（バレンシア州）の彼の指揮下にあった旅団をわずか12月末で期限切れではあるが、自由に使えるようにすると伝えた。政府は彼を放逐する可能性があり、彼は他の地に行くと見せかけて行動した。12月27日、マルティネス＝カンポスは「ナランハス・エン・コンディシオネス」という約束の言葉を添えた電報を彼に送り、その日の夜、彼はボナンザ准尉とルイスの弟であるアントニオ・ダバン大佐を伴って、平服で列車に乗ってバレンシアに向かった。出発前の27日、マルティネス＝カンポスはカノヴァスに手紙を書き、「ドン・アルフォンソ12世を支持する運動」を実行する意向を表明した。しかし、手紙の到着が遅すぎたことで、カノヴァスが事前に阻止することはできなかった。

### サグントの宣言
マルティネス＝カンポスと2人の同伴者は28日の朝にバレンシアに到着し暗くなると、私服のままサグントに向かった。深夜、彼らはダバン将軍に会い、29日の朝3時ごろ、マルティネス＝カンポスは旅団の指揮官や将校に会い、これからしようとしていることを説明した。一人の隊長を除いて全員が彼を支持した。朝7時、2個歩兵大隊と数個の中隊、総勢1,800名からなる部隊は、サグント近郊のラス・アルケリエタスと呼ばれるオリーブの木が生い茂る野原に集合した。
1874年12月29日、アルセニオ・マルティネス=カンポス将軍は、イザベラ2世の息子であるドン・アルフォンソ・デ・ボルボンによるブルボン王政復古を支持する演説をし、「軍と国家の名で」宣言を行った。マルティネス=カンポスは、サガスタ政府議長とフランシスコ・セラーノ=ボデヤ軍大臣に電報を打ち、彼は北部でカルリストと戦っていた共和国行政府大統領セラーノ将軍にも電報で連絡した。その部隊の数は多数というわけではなく、他の部隊が呼応したわけではなかった。
しかし当時、バレンシア州カステリョンに居合わせた、中央軍の総司令官であった1868年革命の功労者であるホアキン・ホヴェラル将軍は、カンポスからの電報でその蜂起を知ることになりバレンシア市に向かった。ホヴェラル将軍は軍大臣に電報を打ち、この蜂起への支持を表明したことは、マルティネス=カンポスの動きへの大きな支援となった。当時のイベリア半島内のスペイン軍は8つの管轄に分けられていたが、ホヴェラル将軍の中央部はマドリードを含む地域であった。

### 政府の反応
この連絡を受けて、政府の中枢にいた立憲党のサガスタは「反乱者」と対決する構えを見せ声明を発表したが、さほど断固としたものではなかった。30日の夜、サガスタは共和国行政府の大統領であるセラーノ将軍に電報で連絡した。セラーノ将軍は北部地方におり、カルリストに対して大攻勢をかけようと北軍を率いていた。
セラーノ将軍は、ホヴェラル将軍がサグントでの宣言を支持するという決定をしたことが知れわたると、マドリードに政権防衛に赴く忠実な軍隊はほとんどいないと返信した。北軍の将軍、長官、将校のほとんどはアルフォンソ支持者の大義に同調しており、ログローニョで会談して「受動的宣言」として知られることになるセラーノ将軍の命令に背くことを選んだ。セラーノ将軍は、最後の電報（メッセージのやり取りは1時間半に及んだ）で「愛国心から、スペインに3つの政府（彼の政府、アルフォンシーノ政府、カーリスト政府）が鼎立することを、私は禁じざるをえない」と伝えた。
ほぼ同じころ、在マドリードのフェルナンド・プリモ＝デ＝リベラ将軍もまた1868年革命での功労者の将軍であったが、当初は政府に忠誠を示していた。しかし後に、サガスタに「将校たちはアルフォンソ王子の大義に好意的であるため、首都の守備隊の力を当てにすることはできない」と告げ、立場を中立的に変えた。「大統領閣下、私は、マドリードの守備隊が中央軍の動きと連携し、新政府が樹立されようとしていることを宣言しなければならない微妙な状況にあります」と表現した。東部のヴァレンシアと中部の軍がアルフォンソ支持であり、在マドリード軍は行動的中立となり、形勢はアルフォンソ側に有利となった。政府はこの状況を武力で打開できる状況になかった。

## 新政権への移行

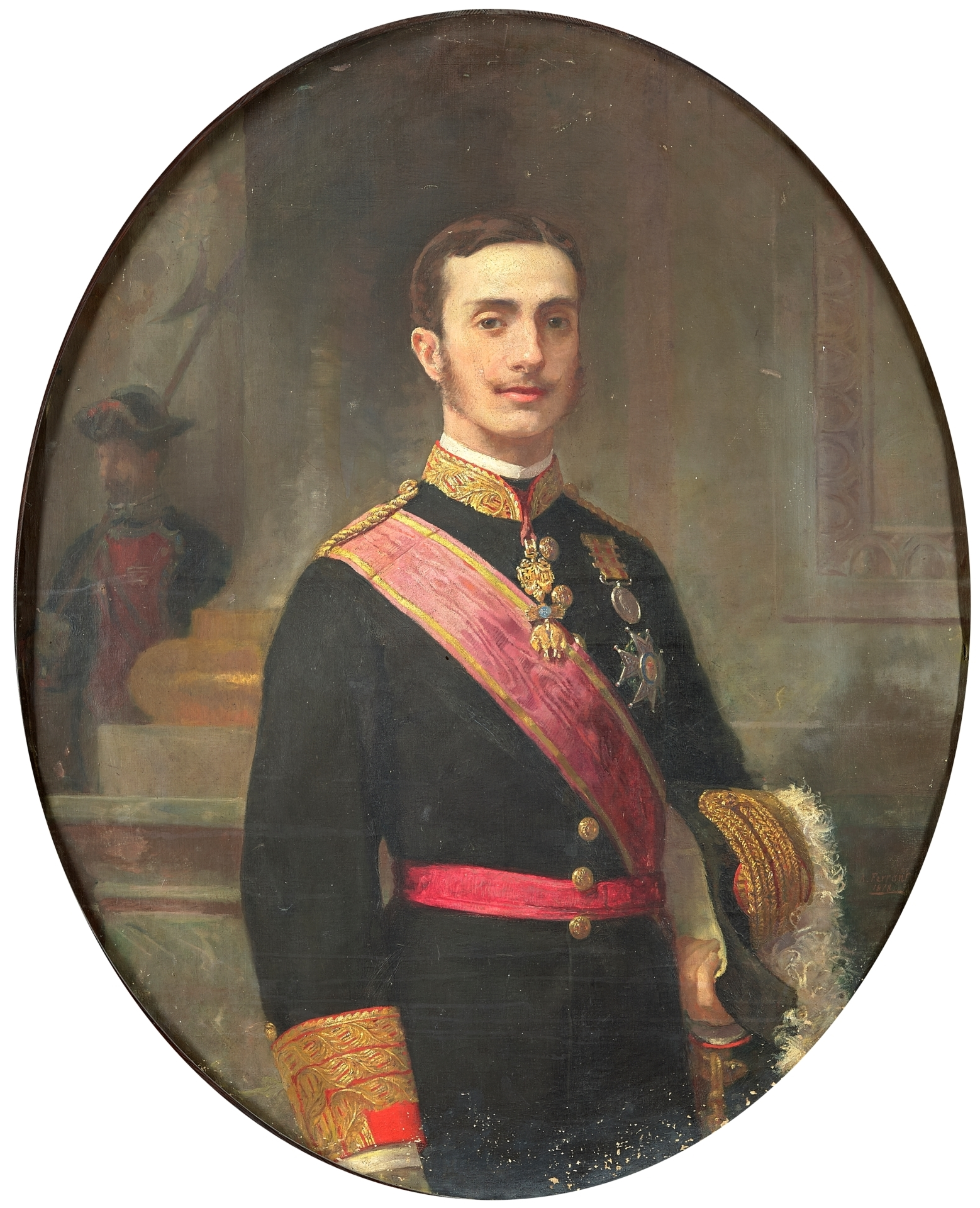
アルフォンソ12世スペイン王

そのような中、在マドリード軍はすでに首都の要所を占拠し、閣議が開かれていた軍省本部を包囲していた。セラーノ将軍は彼らに抵抗しないよう命じ、政府も抗議することなく、その決定を受け入れた。1874年12月30日午後11時、サグントで始まった宣言は、武力行使なく王政復古へと転換して行った。政権交代は平穏であって、庶民の生活にも変わりはなかった。一方、カノヴァスは一時拘束されていたが、マドリードの市民政府本部に迎えられた。12月31日、彼が総裁を務める摂政省が発足し、アルフォンソ王子がイギリスからスペインに戻るのを待った。国王宣言が行われた当時、彼はイングランドのサンドハーストから母后イザベラ2世のいるパリに移動中であった。30日深夜に、スペインで何が起こったかをフランス語のメモで「陛下は昨日の午後、スペイン軍によって国王と宣言されました」と知らされた。数時間後、カノヴァスはイザベラ2世に電報を打ち、「闘争も流血もなく達成されたこの偉大な勝利」を知らせた。
その後、アルフォンソ王子のマルセイユ経由でのスペイン帰国が迅速に手配された。その間、祝いとして主要都市では貧しい人々にパンが配られた。新国王は1月9日にバルセロナに上陸し、4年前のアマデオ1世を凌ぐ歓喜をもって迎えられた。1月15日、マドリード市のアルカラ門を通って、首都に到着し歓迎された。

## 第一共和政期の大統領（暫定）
- エスタニスラオ・フィゲラス（1873年）
- フランシスコ・ピ・イ・マルガイ（1873年） - 連邦共和主義
- ニコラス・サルメロン（1873年） - 連邦共和主義
- エミリオ・カステラル（1873年） - 統一共和主義
- フランシスコ・セラーノ（1874年） - 独裁共和主義

## 主な出典
- Miguel González, Román La Pasión Revolucionaria. Culturas políticas republicanas y movilización popular en la España del siglo xix.　『革命的情熱、19世紀のスペインの共和国の政治的文化と大衆動員』 Madrid: Centro de Estudios Políticos y Constitucionales. ISBN 978-84-259-1373-0.
- Vilches, Jorge (2001). Progreso y Libertad. El Partido Progresista en la Revolución Liberal Española. 『革新と自由、スペインのリベラル革命における革新的政党』Madrid: Alianza Editorial.
- Bárcena Guzmán, José (1969). «La Guardia Civil y la Primera República. El Coronel de la Iglesia, eminencia gris del "Golpe de Pavía"». 『市民戦争と第一共和国、教会の将軍、パヴィアのクーデターの灰色の台頭』Revista de Estudios Históricos de la Guardia Civil (3): pp. 65-67. ISSN 0210-038X
- Vilches, Jorge (2023) La Primera República Española (1873-1874). De la utopía al caos (3.ª edición). 『スペイン第一共和国(1873-1874)　ユートピアからカオスへ』第三版　Barcelona: Espasa. ISBN 978-84-670-6874-0.